# Erich Hartmann
Erich Alfred Hartmann (n. 19 aprilie 1922 – 20 septembrie 1993), poreclit "Bubi" (băiețel) de camarazii lui din escadrila și "Diavolul Negru" de inamicii sovietici, a fost asul cu cele mai multe victorii aeriene din toate timpurile cu 352 victorii aeriene (dintre care 345 victorii împotriva  Forțele Aeriene ale URSS a Uniunii Sovietice, pilotând avionul Messerschmitt Bf 109 și 260 avioane de vânătoare. 
A participat la 1.404 misiuni de luptă, participând la 825 lupte aeriene servind Luftwaffe.  
Pe parcursul carierei sale Hartmann a fost nevoit să aterizeze forțat de 14 ori cu avionul său avariat. Acest lucru a fost cauzat de avariile produse avionului său de părțile din avioanele doborâte de el sau datorită defectelor mecanice. Hartmann niciodată nu a fost doborât de un alt avion sau forțat să aterizeze datorită focului produs avionului său de inamic.
A luptat și în România, reușind să doboare, in apărarea rafinăriilor de la Ploiești , două avioane americane P-51_Mustang.
Ultimul succes a fost chiar în 8 mai 1945, având o misiune de recunoaștere aproape de Brno (Cehoslovacia),  atunci când a doborât un Yakovlev sovietic care făcea acrobatii aeriene pentru propriile trupe de la sol.

## Tactica de luptă a lui Erich Hartmann

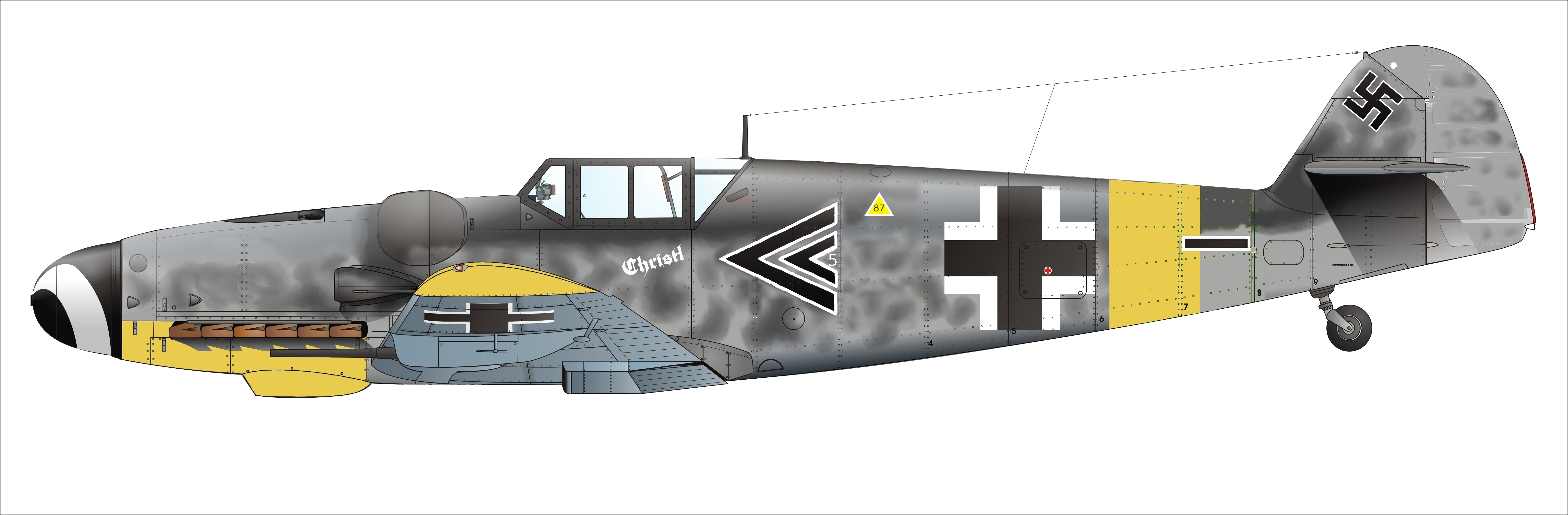
Tipul de avion pilotat de asul Erich Hartmann: Messerschmitt Bf 109

Spre deosebire de Hans-Joachim Marseille, care a fost un țintaș și expert în arta tragerii anticipate (trăgea în locul unde va ajunge avionul în momentul când va ajunge și glonțul), Hartmann a fost un maestru al tacticii pândei și ambuscadei. Pe baza observațiilor sale, el a fost convins că 80% dintre piloții doborâți de el nu și-au dat seama nici măcar ce i-a lovit. El se baza pe motorul puternic al avionului Bf-109 de mare putere, pentru acțiuni de recunoaștere și abordări rapide, ocazional pentru pătrunderi prin formațiuni inamice întregi, profitând apoi de confuzia ce urma, pentru a se retrage.
Când pilotul britanic de teste decorat, căpitanul Eric Brown, l-a întrebat pe Hartmann, cum a reușit el să obțină 352 de victorii aeriene, el a dezvăluit: 

Ei bine, poate nu mă credeți, dar avioanele rusești Sturmovik, care erau în principal avioane de atac la sol, zburau ca bombardierele B-17, în formație, și nu încercau să facă nicio manevră. Și tot ce aveau, era un mitralior în spatele fiecărui avion. De asemenea, unii dintre piloți erau femei. Mitraliorii lor nu reprezentau niciun pericol dacă nu au aveau norocul orb să te lovească. Nu deschideam focul, până când nu ajungeam atât de aproape ca aeronava inamică să umple tot parbrizul meu, iar atunci trăgeam cu toate armele. Dacă reușeam să fac acest lucru, doboram de fiecare dată câte unul. 

## Cariera militară
Erich Hartmann s-a înrolat Wehrmacht-ului la 1 octombrie 1940. Prima lui acțiune a fost Neukuhren în Prusia de Est, unde ca recrut a primit instruirea de bază a Luftwaffe.
| 31 martie 1942:    | Leutnant (Locotenent)               |
| 1 iulie 1944:      | Oberleutnant (Locotenent Major)     |
| 1 septembrie 1944: | Hauptmann (Căpitan)                 |
| 8 mai 1945:        | Major (Maior)                       |
| 12 decembrie 1960: | Oberstleutnant (Locotenent colonel) |
| 26 iulie 1967:     | Oberst (Colonel)                    |

## După război
A fost luat prizonier de către americani, care la rândul lor l-au predat sovieticilor. A stat 10 ani in gulagurile sovietice, fiind presat sa se înscrie în noile forte aeriene ale Germaniei de Est. Nu a cedat chinurilor și s-a întors la soția sa mult iubită Ursula "Usch" Petsch.
In 1945 a avut un copil Peter, care a trăit doar trei ani și pe care nu l-a văzut niciodată, fiind prizonier.

A fost pilot comandant în noile forte aeriene vest germane;  împărtășind din experiența sa și piloților americani.
S-a opus achiziției de către Germania de Vest a avioanelor de vânătoare Lockheed F104 Starfighter, considerandu-l nesigur și periculos (fapt adeverit ulterior), motiv pentru care a fost îndepărtat din armata.
A avut o fata Ursula Isabel, născută în anul 1957.
A continuat să activeze ca pilot și instructor civil până spre sfârșitul vieții.